# 克洛弗代爾 (堪薩斯州)
克洛弗代爾（Cloverdale）為美國堪薩斯州學托擴縣的非建制地區。

## 歷史
位在克洛弗代爾的郵政局於1871年1月24日開設，期間持續營運直到1905年4月15日裁撤。